# Сисеєво
Сисеєво (рос. Сисеево) — присілок в Малоярославецькому районі Калузької області Російської Федерації.
Населення становить 87 осіб. Входить до складу муніципального утворення Присілок Захарово.

## Історія
Від 2004 року входить до складу муніципального утворення Присілок Захарово.

## Населення
| 2002 | 2010 |
| ---- | ---- |
| 2    | ↗87  |